# Атак (місто)
Атак (араб. عتق) - місто в Ємені.

## Загальна інформація
Розташований на півдні центральної частини країни, в 458 км на південний схід від столиці країни, міста Сана, на висоті 1145 м над рівнем моря. Адміністративний центр мухафази Шабва. Мається міський музей, старий базар і лікарня, які знаходяться в південно-західній частині міста. Деякі з розкопаних артефактів на місці стародавнього міста Шабва в даний час знаходяться в міському музеї міста Атак.

## Населення
За даними на 2013 рік чисельність населення міста становила 26 980 осіб.
Динаміка чисельності населення міста по роках:
| 1994   | 2004   | 2013   |
| ------ | ------ | ------ |
| 13 995 | 20 435 | 26 980 |